# یواس‌سی‌جی‌سی سنکا (۱۹۰۸)
یواس‌سی‌جی‌سی سنکا (۱۹۰۸) (به انگلیسی: USCGC Seneca (1908)) یک کشتی بود که طول آن ۲۰۴ فوت (۶۲ متر) بود. این کشتی در سال ۱۹۰۸ ساخته شد.